# Spendendose

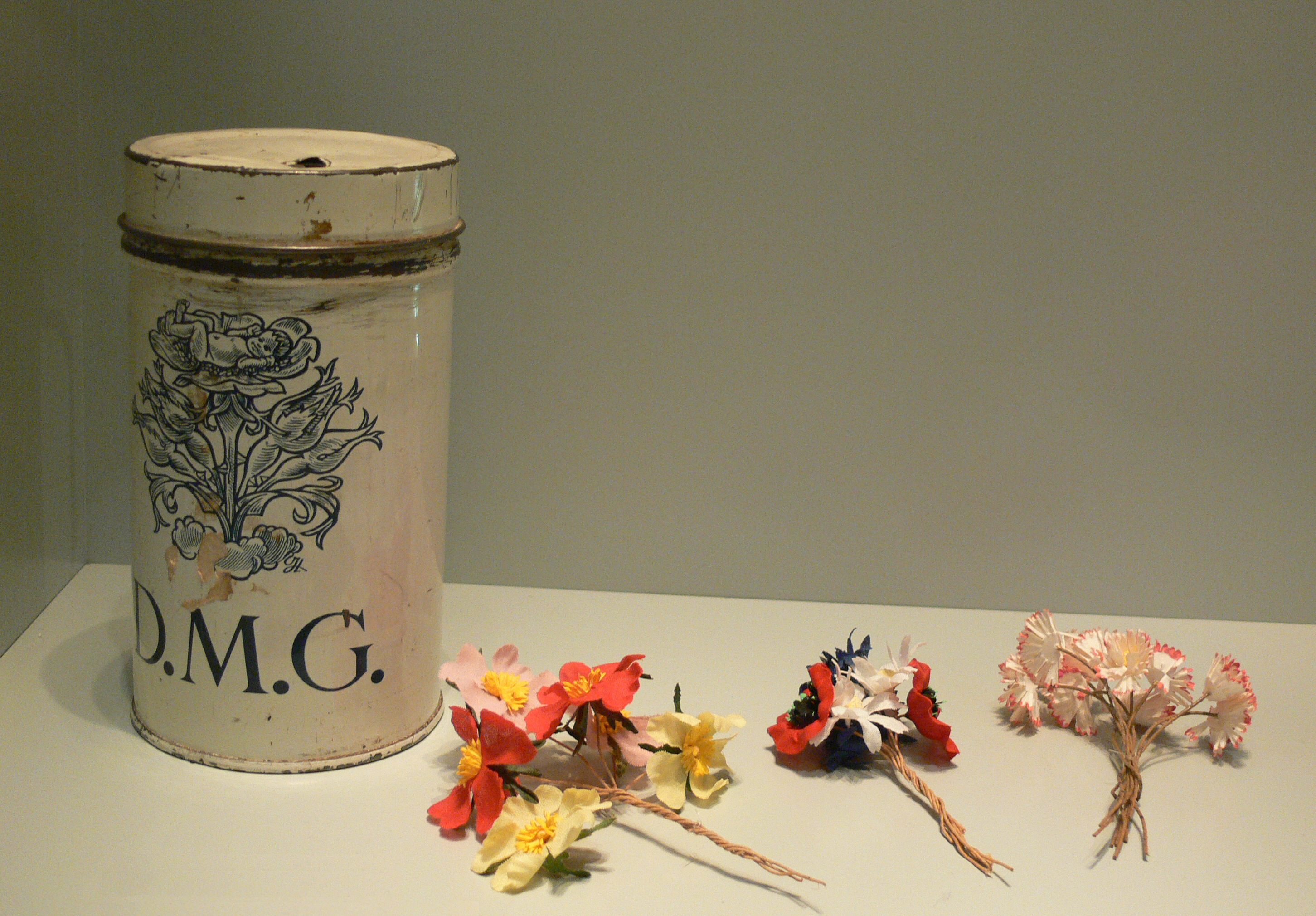
Historische Sammelbüchse für das Müttergenesungswerk

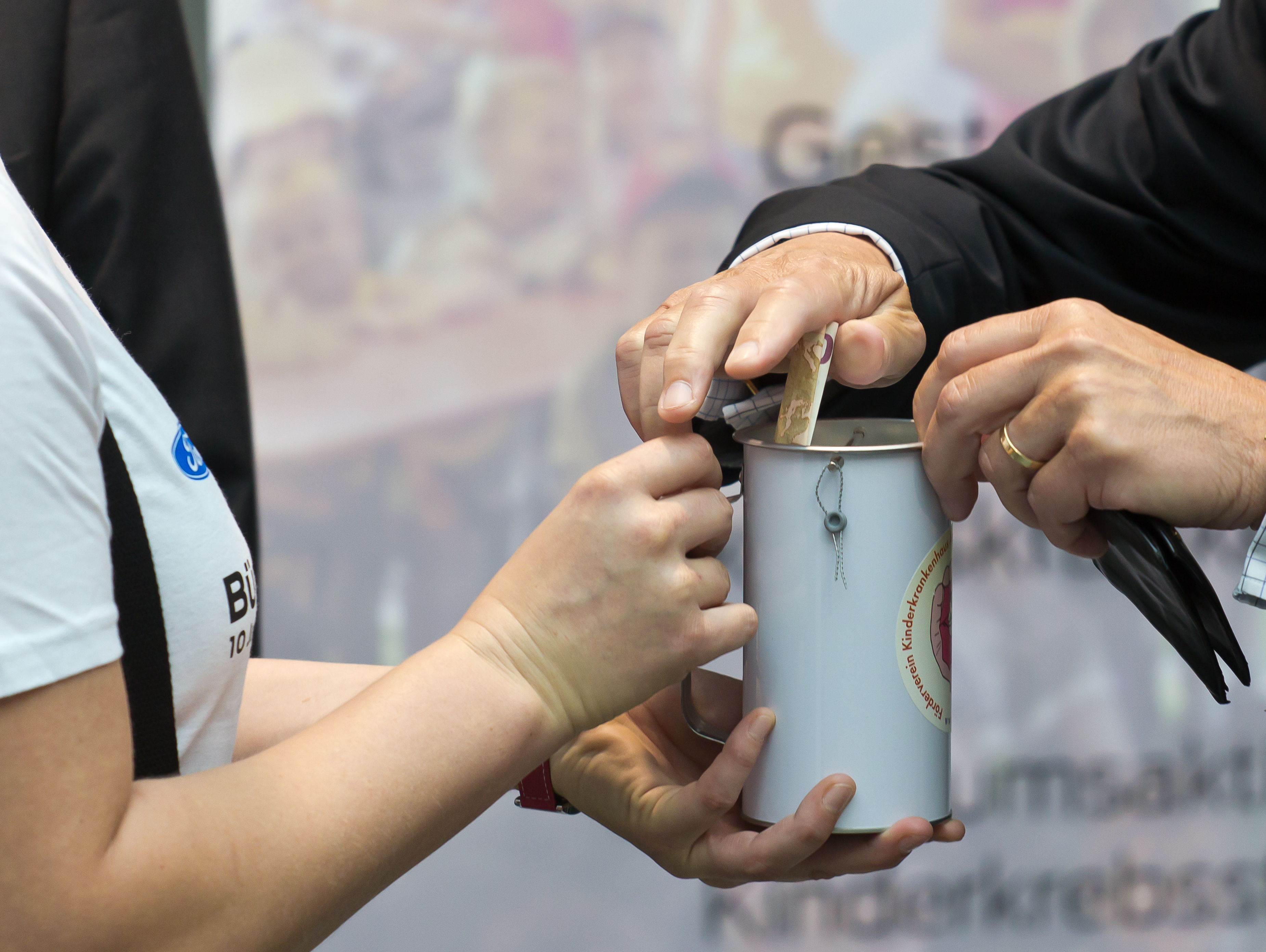
Ein Geldschein wird in die Spendendose zur Spendenaktion „Bündnis für Köln“ 2012 gesteckt

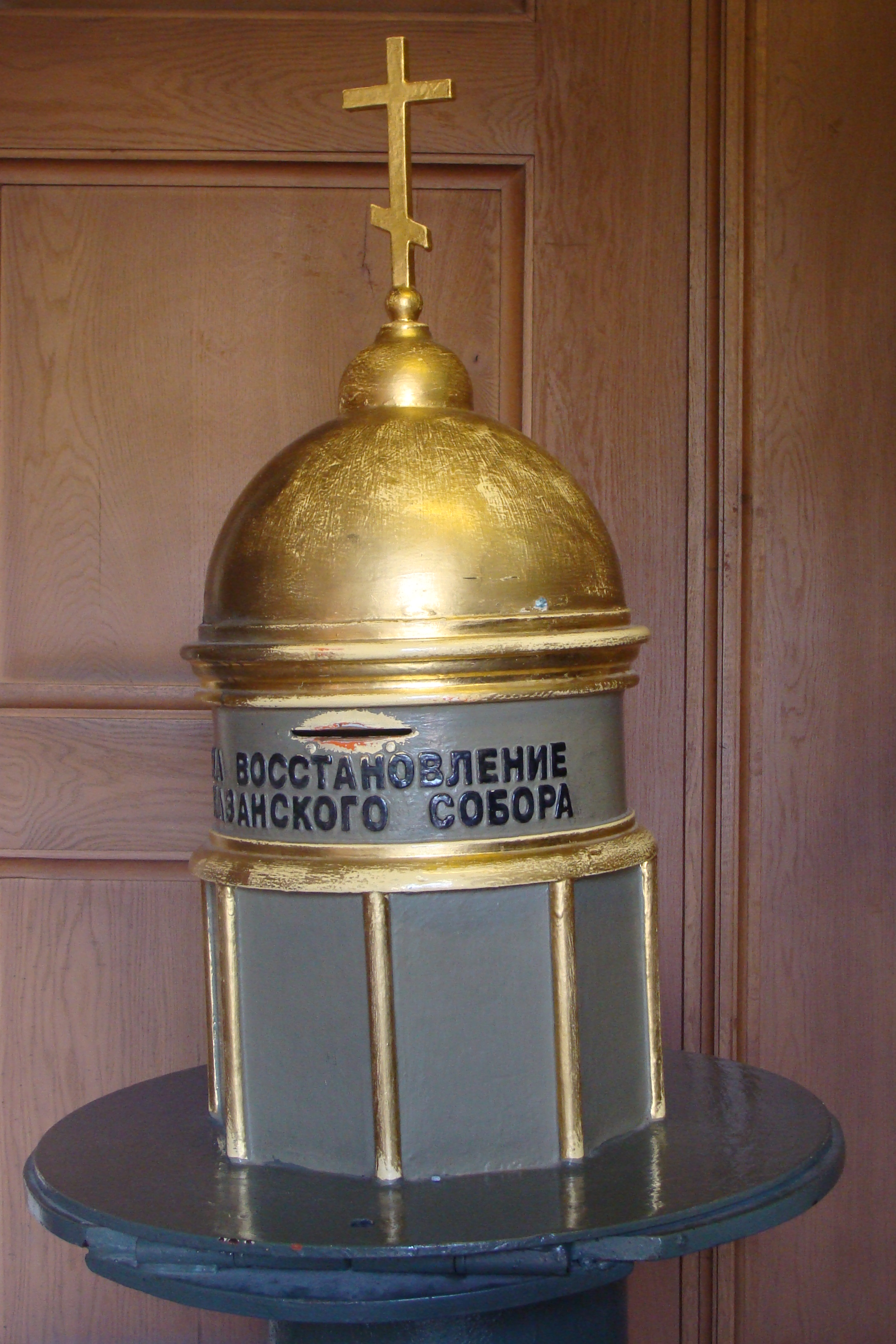
Spendendose in einer orthodoxen Kirche, Sankt Petersburg

Spendendose (auch Sammelbüchse) ist die Bezeichnung für einen Metallbehälter, in dem Geldspenden für einen gemeinnützigen oder wohltätigen Zweck gesammelt werden. Einige Organisationen führen Straßen- oder Haustürsammlungen durch, andere stellen ihre Dosen in eigenen Zweigstellen oder in Geschäften an der Kasse auf.
In manchen Rechtsordnungen gelten besondere gesetzliche Regelungen für Spendensammlungen. Straßen- und Haustürsammlungen, bei denen der potentielle Spender unmittelbar angesprochen wird und sich sofort für oder gegen eine Spende entscheiden muss, waren früher in ganz Deutschland genehmigungspflichtig, sind es heute jedoch nur noch in Rheinland-Pfalz, Thüringen und im Saarland. In den übrigen Bundesländern wurden die entsprechenden Sammlungsgesetze ersatzlos aufgehoben, und jedermann darf dort ohne behördliche Erlaubnis Spenden sammeln.
Wer die Sammelbüchsen im deutschsprachigen Raum eingeführt hat, ist nicht bekannt. Im 19. Jahrhundert wurden sie jedenfalls erfolgreich als Missionsspardose der Missionsvereine verwendet, ebenso von der Deutschen Gesellschaft zur Rettung Schiffbrüchiger, die Ende des 19. Jahrhunderts daraus einen jährlichen Ertrag von rund 25.000 Reichsmark hatte. Heute gelten die Sammelschiffchen der DGzRS als die bekanntesten Spendenbüchsen Deutschlands und sammeln jedes Jahr rund eine Million Euro. 
Die Heilsarmee sammelt traditionell in umfunktionierten Suppentöpfen Spenden ein. Nachgewiesen ist diese Praxis seit dem Ende des 19. Jahrhunderts. Im Dezember 1891 soll ein Heilsarmeekapitän in San Francisco zum ersten Mal auf diese Weise gesammelt haben. 1898 sprachen US-amerikanische Zeitungen von der „Topfkollekte“
der Heilsarmee. 1921 sammelte die Organisation auf diese Weise erstmals in der Schweiz.